# مایکل مینگوس
مایکل مینگوس (انگلیسی: Michael Mingos؛ زادهٔ ۶ اوت ۱۹۴۴) شیمیدان اهل بریتانیا است.
وی همچنین برندهٔ جوایزی همچون همکار انجمن سلطنتی شده‌است.